# Dialoog voor Hongarije
Dialoog voor Hongarije (Hongaars: Párbeszéd Magyarországért of PM) (ook bekend in de verkorte vorm Dialogue sinds september 2016) is een groene linkse politieke partij in Hongarije. De partij is ontstaan in 2013 februari door acht parlementsleden die de partij Politiek Kan Anders (Hongaars: Lehet Más a Politika) verlieten.

## Geschiedenis
In 2013 heeft de partij een verbond gesloten met Samen 2014. De partij heeft onder de naam Egyutt-PM meedoen aan de parlementsverkiezingen van 2014 en heeft 4 zetels bemachtigd van de 199 in het Hongaarse parlement. Dialoog voor Hongarije nam één zetel van de vier in het Hongaarse parlement. Tijdens de Europese verkiezingen heeft Együtt-PM 1 zetel in het Europarlement bemachtigd.
Op 24 augustus 2016 kondigde woordvoerder Bence Tordai aan dat de verkorte vorm van de naam van de partij zou veranderen in "Dialoog". In september 2016 werd het logo van de partij veranderd in Párbeszéd (Dialoog), in plaats van "PM" door het woord Hongarije te verwijderen.
In het voorjaar van 2018 vormde de partij een alliantie met de Hongaarse Socialistische Partij. Bij de lokale verkiezingen van 2019 werd de partijvoorzitter Gergely Karacsony verkozen tot burgemeester van Boedapest.

## Symbolen

Partij logo, 2013–2016
Partij logo, sinds 2016

## Voorzitters
| Termijn   | Mannelijke co-voorzitter | Vrouwelijke co-voorzitter |
| --------- | ------------------------ | ------------------------- |
| 2013–2014 | Benedek Jávor            | Tímea Szabó               |
| 2014–     | Gergely Karácsony        | Tímea Szabó               |

## Verkiezingsresultaten
Voor het Hongaarse Parlement:
| Verkiezingsjaar | Nationale Vergadering | Nationale Vergadering | Nationale Vergadering | Nationale Vergadering | Regering     |
| Verkiezingsjaar | # stemmen             | % stemmen             | # gewonnen zetels     | +/–                   | Regering     |
| --------------- | --------------------- | --------------------- | --------------------- | --------------------- | ------------ |
| 20141           | Unity Hungary         | Unity Hungary         | 1 / 199               |                       | in oppositie |
| 20183           | 682,701               | 11.91%                | 3 / 199               | + 2                   | in oppositie |

Voor het Europees Parlement:
| Verkiezingsjaar | # stemmen | % stemmen | # gewonnen zetels | +/- |
| --------------- | --------- | --------- | ----------------- | --- |
| 20142           | 168,076   | 7.25%     | 1 / 21            |     |
| 20193           | 229,551   | 6.61%     | 0 / 21            | - 1 |